# Autrecourt (Ardennes)
Pour les articles homonymes, voir Autrecourt.
Autrecourt est une localité d'Autrecourt-et-Pourron et une ancienne commune française, située dans le département des Ardennes en région Grand Est.

## Histoire
Autrecourt fusionne avec la commune de Pourron, en 1828, pour former la commune d'Autrecourt-et-Pourron.

## Administration
| Période                                  | Période | Identité | Étiquette | Qualité |
| ---------------------------------------- | ------- | -------- | --------- | ------- |
| Les données manquantes sont à compléter. |         |          |           |         |
|                                          |         |          |           |         |

## Démographie
| 1793 | 1800 | 1806 | 1821 |
| ---- | ---- | ---- | ---- |
| 535  | 604  | 663  | 640  |

Histogramme

(élaboration graphique par Wikipédia)